# Mikado-jinja
Mikado-jinja (神門神社) est un sanctuaire shintô (神社, jinja) situé dans la ville de Misato, dans la préfecture de Miyazaki, au Japon.
Ce sanctuaire est dédié, entre autres, au kami Ohoyamatumi.